# Ana Kansky
Ana Kansky (født 20. juni 1895 i Lože, død 3. november 1962 i Podgrad) var en slovensk kemiker og kemiingeniør kendt for at være den første person til at opnå en doktorgrad ved universitetet i Ljubljana og en af de første kvindelige videnskabsmænd fra Slovenien.

## Tidligt liv og uddannelse
Ana Mayer blev født af den slovenske godsejer Karl Mayer von Leitenburg fra Lože i Vipava-dalen og Ana Dejak, datter af en velhavende iværksætter fra Senožeče. Hun gik i folkeskolen i Vipava, dengang et lyceum for piger i Ljubljana, og afsluttede sin grunduddannelse på Ljubljana Classical Gymnasium i 1914 som en af de første piger, der fik lov til at gå på denne institution. Hun var dygtig inden for videnskab og ønskede at fortsætte sine studier ved universitetet i Wien, men hendes far havde lovet sin mor på hendes dødsleje, at han ikke ville sende Ana på college. For at omgå dette løfte foreslog han Ana selv at rejse undervisningspenge, hvilket hun gjorde ved at organisere plukning og salg af abrikoser fra familiens plantage. Hun fortsatte med at studere kemi, med fysik som bifag, ved det filosofiske fakultet i Wien (1914-1918).

I Wien levede Mayer beskedent, med hyppig fødevaremangel på grund af krigen. Hun boede hos en østrigsk baronesse, som gav hende masser af frihed, så lejligheden blev et mødested for slovenske studerende på det tidspunkt. De blev støttet af familien til litteraturhistorikeren Ivan Prijatelj, der boede i Wien, og efter et stykke tid opstod en omgangskreds med Mayer, Marij Kogoj, Srečko Brodar, Milko Kos og andre. Hun mødte også en repræsentant for det østrigske Littoral, som sørgede for hun kunne besøge det østrigske parlament. Her lyttede hun ofte til taler, og var til stede ved annonceringen af maj-erklæringen (1917), der opfordrede til mere autonomi for sydslaviske nationer i Østrig-Ungarn, såvel som andre begivenheder, der signalerede opløsningen af monarkiet.

På grund af de omstændigheder, der varslede statens opløsning efter den første verdenskrig, vedtog universitetet i Wien et dekret, der afskedigede slaviske studerende i 1918, så Mayer måtte afbryde sine studier og vende tilbage til Ljubljana. Næste år genoptog hun studiet under professor Maks Samec ved det nyoprettede universitet i Ljubljana, og den 15. juli 1920 forsvarede hun sin doktorafhandling (O učinkovanju formalina na škrob – Om virkningen af formalin på stivelse) og blev den første indehaver af doktorgrad ved det pågældende universitet. Ifølge en undersøgelse fra 1978 udgivet af University of Padua, var hun den 72. kvinde i verden til at opnå en doktorgrad. Resultaterne af hendes doktorgradsforskning blev offentliggjort i det tyske tidsskrift Kolloidchemische Beihefte med Samec som medforfatter. Hendes omhyggelige eksperimenter kastede lys over et varmt spørgsmål inden for organisk kemi på det tidspunkt - om formalin kunne opløse stivelse eller ej. Hun beviste, at formalin ikke kunne, men med myresyre som en almindelig urenhed kunne det lade sig gøre.

## Karriere
Mayer blev det første kvindelige medlem af den akademiske stab på universitetet, først som forskningsassistent et par måneder før hun fik sin ph.d., og fortsatte derefter med forskning på universitetets Institut for Kemi. Fire yderligere videnskabelige artikler med hendes forfatterskab blev offentliggjort i de næste to år. I 1921 giftede hun sig med Evgen Kansky (sl), en professor ved det medicinske fakultet. Parret fik tre børn, Aleksej, Evgen og Nuša. Hun trak sig i 1922 af uklare årsager - enten på grund af mangel på midler, hendes ægteskab eller hendes første graviditet.
I 1922 åbnede parret den første jugoslaviske fabrik til fremstilling af svovlsyreæter og andre kemiske produkter i Podgrad, nær Ljubljana. Hun ledede selv virksomheden Dr. A. Kansky, mens hendes mand havde et kemisk laboratorium. I 1929 købte de de forladte faciliteter på den tidligere fabrik Osterberger Ölfabrik bei Laibach i Podgrad og renoverede dem, samt ruinerne af en nærliggende fæstning, hvor de byggede et sommerhus. De elektrificerede begge ejendomme. Snart begyndte de at producere komplekse organiske forbindelser fra indenlandske råvarer, for det meste forskellige estere til opløsningsmidler.
Familien havde også et hus på Krek-pladsen i Ljubljana, hvor de havde kontorer og et laboratorium samt en butik. Deres forehavende sluttede under Anden Verdenskrig, da de nazistiske myndigheder beslaglagde fabrikken, hvorefter den blev nationaliseret af den jugoslaviske regering og fortsatte driften under navnet Tovarna kemičnih izdelkov Arbo (Arbo Chemical Products Factory). Kanskys mand blev tvunget til at gå på pension, mens hun tilbragte de resterende år af sin karriere som kemilærer.
Arbo-fabrikken beskæftigede 60 personer på sit højeste. I 1980'erne producerede den hovedsageligt tørremidler, som opnåede 80% på det jugoslaviske marked. Efter Sloveniens uafhængighed blev fabrikken afnationaliseret - returneret til Kansky-efterkommerne, og i 1995 indstillede den sin drift på grund af dårlig ledelse, forældede fabrikker og et forældet produktsortiment.